# グッドバイ (2021年の映画)
『グッドバイ』は、2021年4月3日に公開された日本映画。監督は本作が長編映画初監督となる宮崎彩、主演は福田麻由子。
第30回映画祭TAMA CINEMA FORUMの「TAMA NEW WAVE ある視点」部門、および第15回大阪アジアン映画祭の「インディ・フォーラム」部門で上映された。

## キャスト
上埜さくら
演 - 福田麻由子
保育園で働く保育士。
上埜夕子
演 - 小林麻子
さくらの母。
新藤
演 - 池上幸平
さくらが勤務する保育園に通う園児の父親。
みほ
演 - 井桁弘恵
保育園でのさくらの同僚。
潤
演 - 佐倉星
さくらの幼なじみ。

演 - 彩衣
上埜樹
演 - 吉家章人
さくらの父だが、彼女とは離れて生活している。

## スタッフ
- 監督・脚本・編集 - 宮崎彩
- 撮影 - 倉持治
- 照明 - 佐藤仁
- 録音 - 堀口悠、浅井隆
- 助監督 - 杉山千果、吉田大樹
- 制作 - 泉志乃、長井遥香
- 美術 - 田中麻子
- ヘアメイク - ほんだなお
- 衣装 - 橋本麻未
- フードコーディネート - 山田祥子
- スチール - 持田薫
- 整音効果 - 中島浩一
- ダビングミキサー - 高木創
- 音楽 - 杉本佳一
- 配給協力 - ミカタ・エンタテインメント
- 配給宣伝 - ムービー・アクト・プロジェクト